# جيمس إي. بريغز
جيمس إي. بريغز (بالإنجليزية: James E. Briggs)‏ هو ضابط أمريكي، ولد في 5 مايو 1906 في روتشستر في الولايات المتحدة، وتوفي في 25 فبراير 1979 في ألباكركي في الولايات المتحدة.